# Zu dir
Zu dir ist ein Lied der deutschen Popsängerin Lea. Das Stück ist die dritte Singleauskopplung aus ihrem zweiten Studioalbum Zwischen meinen Zeilen.

## Entstehung und Artwork
Zu dir wurde von Lea selbst – unter ihren bürgerlichen Namen Lea-Marie Becker – gemeinsam mit den Koautoren Mark Cwiertnia (Mark Forster), Michael Geldreich und Alexander Knolle (Alex Lys) geschrieben. Die Produktion erfolgte eigens durch Geldreich, unter der Mithilfe des Koproduzenten Lys, der insbesondere für die Gesangsproduktion zuständig war. Das Mastering erfolgte durch das in Karlsruhe ansässige 24-96 Mastering, unter der Leitung von Robin Schmidt. Abgemischt wurde das Stück durch den deutsch-türkischen Produzenten Yunus Cimen.
Auf dem Frontcover der Single ist – neben Künstlernamen und Liedtitel – ein Porträt von Lea zu sehen. Es zeigt sie lediglich ab den Schultern aufwärts. Es existieren zwei Ausführungen von diesem Frontcover. Bei der Akustikversion trägt sie ein schwarzes Oberteil vor einem blauen Hintergrund. Bei der Remixversion ebenfalls ein schwarzes Oberteil vor einem pinken Hintergrund. Die Fotografie entstammt vom Berliner Fotografen Jens Koch.

## Veröffentlichung und Promotion
Die Erstveröffentlichung von Zu dir erfolgte als Promo-Single am 25. Mai 2018. Die Promo-Single erschien lediglich in seiner Albumversion als Einzeldownload. Die offizielle Singleveröffentlichung erfolgte rund einen Monat später am 22. Juni 2018 als Download und Streaming. Hierbei wurde jedoch nicht die Studioversion, sondern eine Akustikversion veröffentlicht. Am 3. August 2018 erfolgte die Veröffentlichung einer, vom Produzententeam Latches, getätigten Remixversion als Single-Einzeltrack. Im Folgemonat erschien Zu dir als Teil von Leas zweiten Studioalbum Zwischen meinen Zeilen. Zu dir wurde unter dem Musiklabel Four Music veröffentlicht, durch Sony Music vertrieben sowie durch den Duende Songs Musikverlag, Schwerelos Edition, Sony/ATV Music Publishing und Universal Music Publishing verlegt.
Um das Lied zu bewerben, erfolgte unter anderem ein Liveauftritt im ZDF-Fernsehgarten on Tour am 14. Oktober 2018.

## Inhalt
Die Musik und der Text wurden gemeinsam von Lea, Mark Forster, Michael Geldreich und Alex Lys geschrieben beziehungsweise komponiert. Musikalisch bewegt sich das Lied im Bereich der Popmusik. Das Tempo beträgt 113 Schläge pro Minute. Die Tonart ist F-Dur. Inhaltlich befasst sich das Stück rund um das Thema Bezugsperson. Lea beschrieb das Stück mit folgenden Worten: „Zu Dir gilt den Menschen in meinem Leben, bei denen ich einfach sein kann, wie ich bin, ohne mich verstellen zu müssen und zu denen ich immer gehen kann, egal ob es mir gut oder schlecht geht.“
Aufgebaut ist das Lied auf zwei Strophen, einem Refrain sowie einem Outro. Das Lied beginnt mit der ersten Strophe, auf die direkt der Refrain folgt. Der gleiche Vorgang wiederholt sich mit der zweiten Strophe, die ebenfalls direkt an das Ende des Refrain anschließt. Nach dem zweiten Refrain endet das Lied mit dem Outro, dass sich aus Teilen des Refrain zusammensetzt.

„Sag, darf ich zu dir? In den besten Zeiten.

Auch, wenn alles vorbei ist und ich alles vergeige.

Und es ist keiner mehr bei mir, darf ich dann zu dir?

Zu dir, zu dir … Mh, mh.

Darf ich dann zu dir? Zu dir, zu dir … Mh, mh.“

## Musikvideo
Das Musikvideo zu Zu dir feierte am 15. Juni 2018 seine Premiere auf YouTube. Das Video beginnt mit Niklas (gespielt von Marco Lude), der mit dem Auto unterwegs ist und währenddessen seinen Anrufbeantworter abruft. Hierbei erhält er folgende Nachricht: „Hey, sag mal, weißt du wie’s Max geht? Ich hab seit zwei Wochen nix mehr von ihm gehört. Meld dich“. Daraufhin möchte er jemanden besuchen, jedoch steht er vor verschlossener Tür. Als er mit dem Auto weiterfährt, trifft er auf seinen Kumpel Max (gespielt von Béla Gabor Lenz), der zu Fuß unterwegs ist. Niklas begrüßt Max, der ihn widerwillig in den Arm nimmt. Niklas schnappt sich die Tasche von Max, schmeißt diese in den Wagen und bittet Max mit ihm mitzukommen. Niklas versucht mit Max rumzuflachsen, der jedoch nicht darauf eingeht. Kurze Zeit später bringt er ihn zu einem Hausboot, mit dem sie ablegen. Dort zusammen am Bootsrand sitzend, kommen sie sich erstmals wieder näher. Nach einiger Zeit tauchen plötzlich weitere Freunde auf dem Boot auf und überraschen Max. Sie feiern zusammen in die Nacht rein, ehe das Video alleine mit Max und Niklas, zusammen an einer Bucht im Morgengrauen sitzend, endet. In der letzten Szenen gesellt sich Lea zu den beiden. Zwischendurch sind immer wieder Szenen von Lea zu sehen, die durch einen Wald läuft und das Lied singt. Die Gesamtlänge des Videos beträgt 3:19 Minuten. Regie führte der Berliner Regisseur Adam Janisch. Bis heute zählt das Musikvideo über 25 Millionen Aufrufe bei YouTube (Stand: Mai 2020).

## Mitwirkende
| Liedproduktion - Lea-Marie Becker (Lea): Komponist, Liedtexter - Yunus Cimen: Abmischung - Mark Cwiertnia (Mark Forster): Komponist, Liedtexter - Michael Geldreich: Komponist, Liedtexter, Musikproduzent - Alexander Knolle (Alex Lys): Komponist, Koproduzent, Liedtexter - Robin Schmidt: Mastering Artwork - Jens Koch: Fotograf (Cover) Unternehmen - 24-96 Mastering: Mastering - Duende Songs Musikverlag: Verlag - Four Music: Musiklabel - Mutter und Vater Productions: Filmproduzent - Schwerelos Edition: Verlag - Sony Music: Vertrieb - Sony/ATV Music Publishing: Verlag - Universal Music Publishing: Verlag | Musikvideo - Florian Bandl: Kameraassistent - BOW Couleur: Farbkorrektur - Phillipp Droste: Artdirector - Nadine Engel: Styling - Anna Freber: Digital Imaging Technician - Adam Janisch: Filmeditor, Regisseur - Frank Hoffmann: Ausführender Produzent - Daniela Höller: Filmproduktionsleitung - Nathan Hümpfner: Produktionsassistenz - Massuda Kassem: Ausführender Produzent - Joel Kinast: Oberbeleuchter - Santos Krohn: Schauspieler - Béla Gabor Lenz: Schauspieler - Evangelos Louris: Schauspieler - Sebastian Lucht: Aufnahmeleiter - Marco Lude: Schauspieler - Anthony Molina: Drehbuch, Kameramann - Sven Pfitzenmaier: Aufnahmeleiter-Assistenz - Leonie Rinkenburger: Artdirector - Marjolaine Savoie: Schauspieler - Marie Schönfels: Schauspieler - Dhoshiba Vashikararaj: Maske |

## Rezeption

### Charts und Chartplatzierungen
Zu dir erreichte in Deutschland Position 54 der Singlecharts und konnte sich insgesamt 21 Wochen in den Charts halten. Lea erreichte hiermit nach Wohin willst du (Gestört aber geil feat. Lea) und Leiser zum dritten Mal die deutschen Singlecharts als Interpretin. Als Autorin ist es nach Der Himmel reisst auf (Stereoact), Wohin willst du und Leiser der vierte Charterfolg in Deutschland. Für Cwiertnia (Mark Forster) ist dies der 15. Charterfolg als Autor in Deutschland. Geldreich erreichte in seiner Autorentätigkeit mit Zu dir zum sechsten Mal die deutschen Singlecharts sowie nach Blau (Amanda feat. Sido) und Cool (Felix Jaehn feat. Marc E. Bassy & Gucci Mane) zum dritten Mal als Produzent. Für Lys ist es nach Leiser der zweite Autorenerfolg in den deutschen Charts.
| ChartsChartplatzierungen | Höchstplatzierung | Wochen |
| ------------------------ | ----------------- | ------ |
| Deutschland (GfK)        | 54 (21 Wo.)       | 21     |

### Auszeichnungen für Musikverkäufe
Im Januar 2020 wurde Zu dir in Deutschland mit einer Goldenen Schallplatte für über 200.000 verkaufte Einheiten ausgezeichnet. Für Lea ist es bereits nach Wohin willst du, Leiser, Immer wenn wir uns sehn (mit Cyril) und 110 (Capital Bra & Samra feat. Lea) die fünfte Single, die mindestens Goldstatus in Deutschland erreichte.
| Land/Region        | Auszeichnungen für Musikverkäufe (Land/Region, Auszeichnung, Verkäufe) | Verkäufe |
| ------------------ | ---------------------------------------------------------------------- | -------- |
| Deutschland (BVMI) | Gold                                                                   | 200.000  |
| Insgesamt          | 1× Gold ·                                                              | 200.000  |